# Atrévete (canción de Chenoa)
«Atrévete» es una canción interpretada por la cantante hispano-argentina Chenoa, incluida originalmente en su álbum debut Chenoa de 2002. Fue compuesta por Chris Anderson y Debra Andrew y producida por Anderson y Brian Rawling. Los sellos discográficos Vale Music y Zomba Records la publicaron como sencillo el 8 de abril de 2002.
«Atrévete», obtuvo un destacado éxito en España, lo que impulsó rápidamente las ventas del álbum, superando las 200 000 copias en sus primeras semanas en el mercado. Posteriormente, el éxito continuado de otros sencillos, junto con una intensa promoción y una extensa gira de conciertos, contribuyó a que el álbum alcanzara cerca del medio millón de copias vendidas. Fuera de España, también tuvo una acogida favorable, especialmente en Argentina, donde logró una repercusión moderada.

## Posicionamiento
| Canción  | Pos. España | Pos.Argentina |
| Atrévete | #1          | #4            |
| -------- | ----------- | ------------- |